# Boracit
Boracit,  Mg3B7O13Cl, är ett mineral bestående av magnesiumborat och magnesiumklorid med 62,5 procent borsyra. Det förekommer som blågröna, färglösa, gråa, gula till vita kristaller i det ortorombiska - pyramidformiga kristallsystemet. Boracit visar också pseudo-isometriska kubiska och oktaedriska former. Dessa tros vara resultatet av övergången från en instabil högtemperaturs isometrisk form vid kylning. Penetrationstvillingar förekommer sparsamt. Den förekommer som välformade kristaller och dispergerade korn som ofta är inbäddade i gips- och anhydritkristaller. Den har en Mohs hårdhet på 7 till 7,5 och en specifik vikt på 2,9. Brytningsindexvärdena är nα = 1,658 - 1,662, nβ = 1,662 - 1,667 och ny = 1,668 - 1,673. Den har en konchoidal brottyta och visar ingen spaltning. Den är svårlöslig i vatten (inte att förväxla med borax, som är lösligt i vatten) , men löslig i saltsyra.
Trots att den är reguljärt kristallin är den dubbelbrytande vid vanlig temperatur, men vid upphettning till 265 °C blir den plötsligt enkelbrytande, för att sedan vid avkylning åter bli dubbelbrytande.

## Förekomst och användning

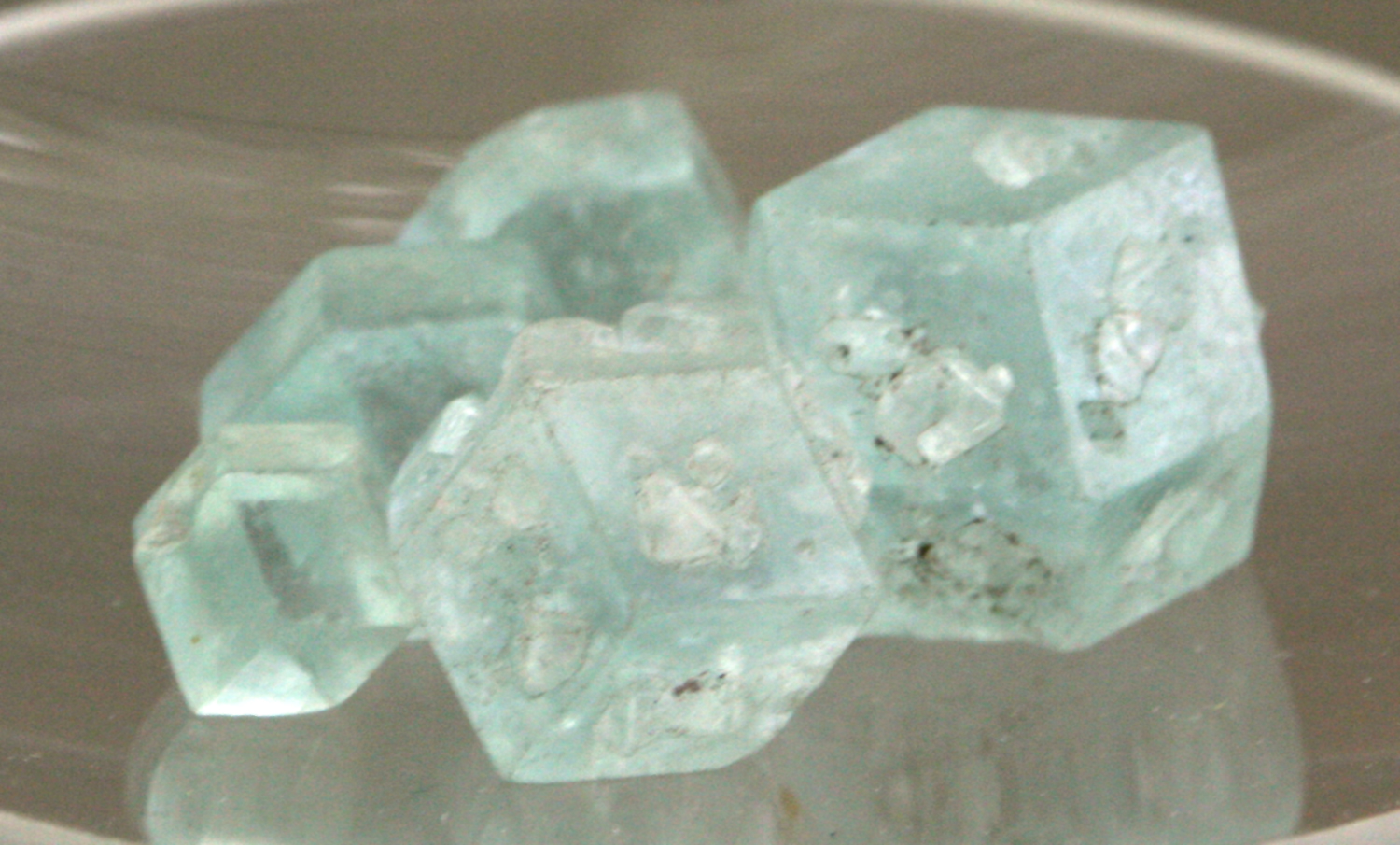
Boracit

Boracit finns vanligtvis i evaporitsekvenser tillsammans med gips, anhydrit, halit, sylvit, karnalit, kainit och hilgardit. Den beskrevs första gången 1789 för exemplar från dess typort Kalkberg, Lüneburg och Strassfurt (där den har benämningen strassfurtit). Det finns också nära Sussex, New Brunswick.Mineralets namn kommer från dess borinnehåll (19 till 20 procent bor).
Boraciten används för tillverkning av borax.